# あけおめ
あけおめは、正月の挨拶である「あけましておめでとうございます」を省略したもの。

## 概要
いつ話されだしたのか不明だが、昭和時代には既に雑誌や漫画等で散見されていた。1998年1月に更新されたソニーミュージックに所属するPUFFYのマネージャーレポートで「あけおめ ことよろ」という文言が掲載されている。また1999年にEvery Little Thingの持田香織もテレビ番組でこの言葉を使用した。1999年当時は携帯メールが普及していた時期でもあった。
若年層におけるケータイメール、LINE、Twitterなどで用いられることが多い。その反面、目上の人を相手にするときやビジネスの場では用いられないものだが、2022年1月1日に自民党の河野太郎が「あけおめ。」とツイートしたことがネットニュースとなった。